# Klotild paloták
A Klotild paloták (a pesti népnyelvben: „Klotild” és „Matild”) néven ismert két jellegzetes angol neobarokk, eklektikus épület Budapest V. kerületében, a Ferenciek terén (hivatalosan a Váci utca 34. és 36. sz. alatt) fekszik. A két, egymással szemben álló ház tükörszimmetrikusan helyezkedik el a híd előtt; a Kossuth Lajos utca felől nézve az Erzsébet híd jelképes kapuját alkotják.
A két palota díszes homlokzata és gazdag ornamentikája jellemző a korabeli építészeti irányzatokra. Az épületek központi tornya és kupolája kiemelkedik a városi panorámából, és jellegzetes elemei a Ferenciek terének. Az épület belső tereit is elegáns és kifinomult kialakítás jellemzi, beleértve a márvány lépcsőházat és a díszes közterületeket.

## Története
A millenniumot követő századfordulón József Károly főherceg neje, Klotild Mária főhercegné kezdeményezésére pályázatot írtak ki az akkori nevén Kígyó téri építkezésre, miután a régi Erzsébet híd tervezett építése miatt az 1880-as években lebontott házak helyén felszabadult telkeket megvette.
A megbízást Korb Flóris és Giergl Kálmán kapta meg, akik számos híres budapesti épület tervezésében részt vettek. A palota a századforduló eklektikus stílusát képviseli, amely ötvözi a neobarokk és a szecesszió elemeit. A házak a híddal közel azonos időben, 1899–1902 között épültek meg. Az ikerépületek vasszerkezetét faragott kőburkolattal borították be. Üvegablakaik Róth Miksa műhelyében készültek. A 48 méter magas tornyokat a főherceg koronájának felnagyított másolata díszíti. Budapesten elsőként ide szereltek be liftet. A kályhákat a pécsi Zsolnay csempegyár szállította. A második világháború alaposan megrongálta a két épületet. Az északi palotát csak 1950 után hozták helyre, a déli mintáját követve.
1901-től a déli épületben működött a Belvárosi Kávéház. Krúdy Gyula itt írta a Szindbád-történetek nagy részét. A második világháború után ez a kávéház nyílt meg elsőként a fővárosban. A hatvanas évek második felétől önkiszolgáló étterem működött a helyén. Ma ugyanitt kaszinó, fölötte étterem van.
Az északi palotában évtizedekig a BÁV régiségboltja működött, ma itt van az ötcsillagos Buddha Bar Hotel.
A két épületet 1977-ben műemléknek nyilvánították, miután 1968-ban külsőleg renoválták őket.

## Jelenleg
Északi épület
A Magyar Posta 2001 novemberében alapította a Klotild Kft. céget, melyet 2002-ben egy Sifim nevű olasz vállalat vásárolt meg, amely a  Beghelli csoport tagja. Az épület felújítására létrehozta a Klotild Ingatlanfejlesztő Kft.-t; tulajdonosa Graziano Beghelli. A 2003-tól nyolc éven át tartó munkálatok során a tervek négyszer kerültek módosításra, a feltárásoknak, a koncepció változásának, a kivitelező váltásoknak és a bérlő, belsőépítész kiválasztásának eredményképp, majd végül 2009 végétől a Market Zrt. végezte a generálkivitelezést.
A történelmi épület adott otthont egy boutique hotelnek, a Sameer Hamdan és Zuhair Awad tulajdonában lévő, Mellow Mood Hotel által üzemeltetett Buddha-Bar Hotel Budapest Klotild Palace-nak 2012 és 2019 között.
Az épületet 2018 végén egy katari üzletember vásárolta meg, az Aba Gate Kft.-n keresztül. Az épület azóta felújítás alatt áll.
Déli épület

## Képtár

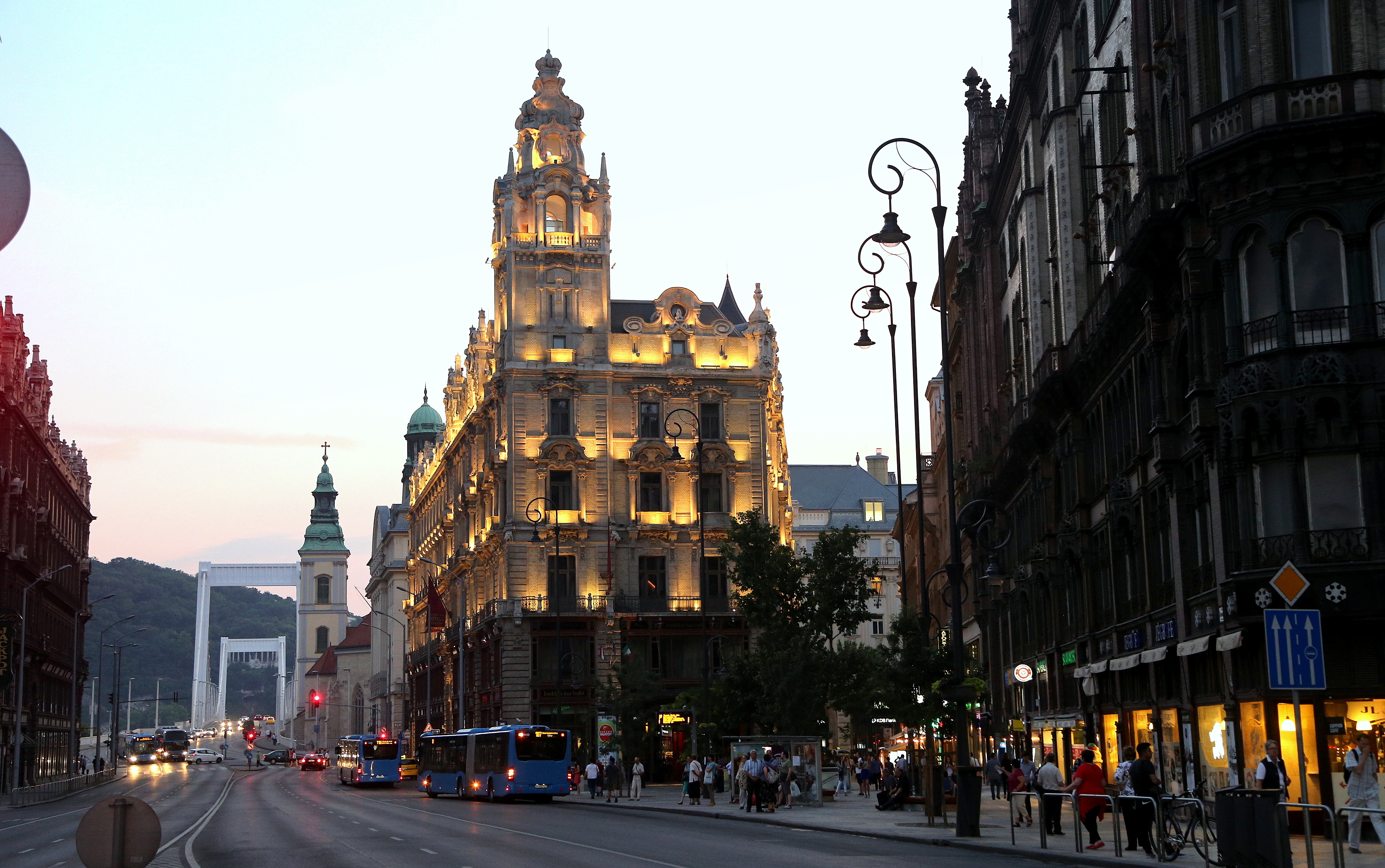
Az északi palota, 2015
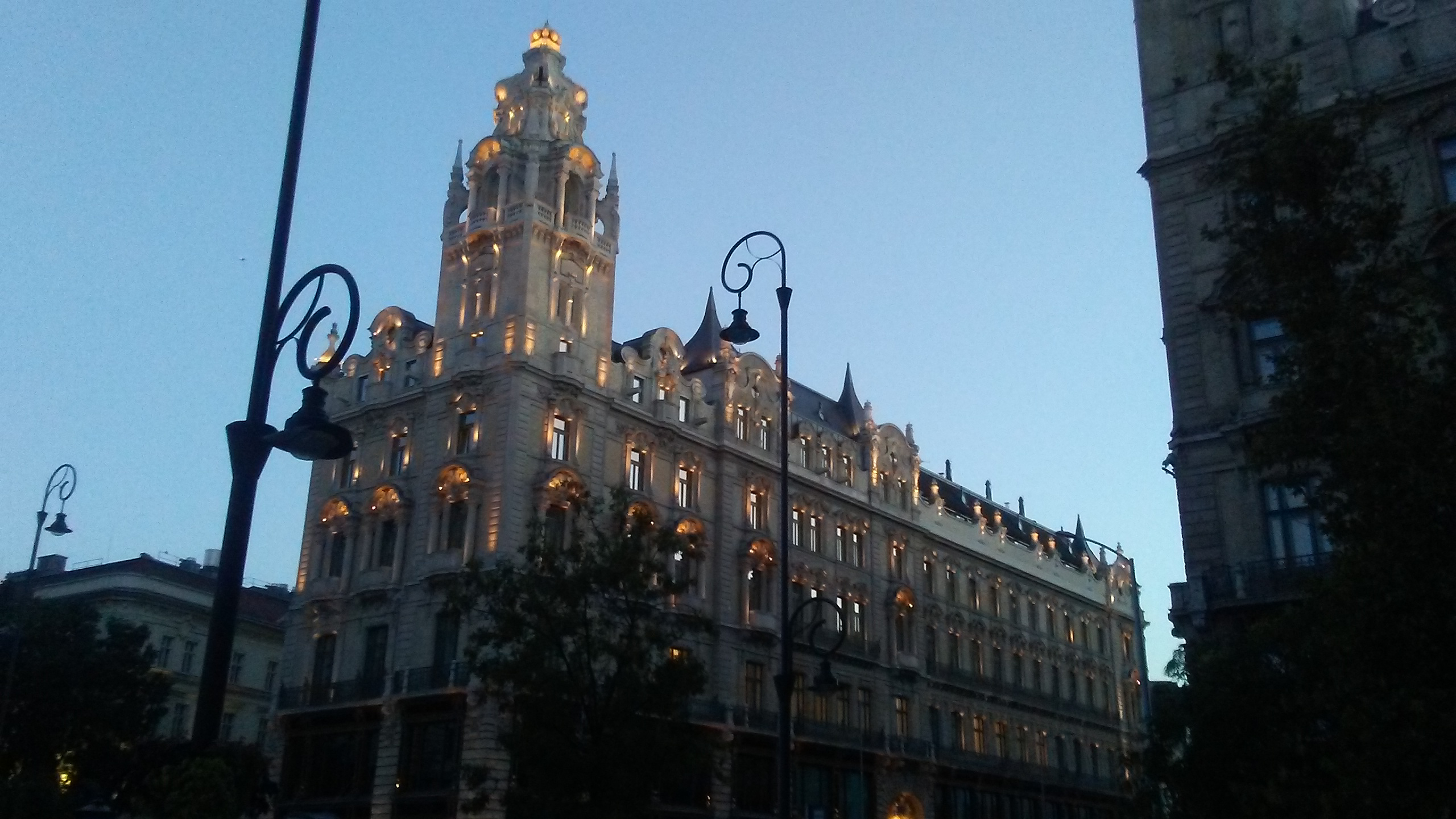
A déli palota, 2021
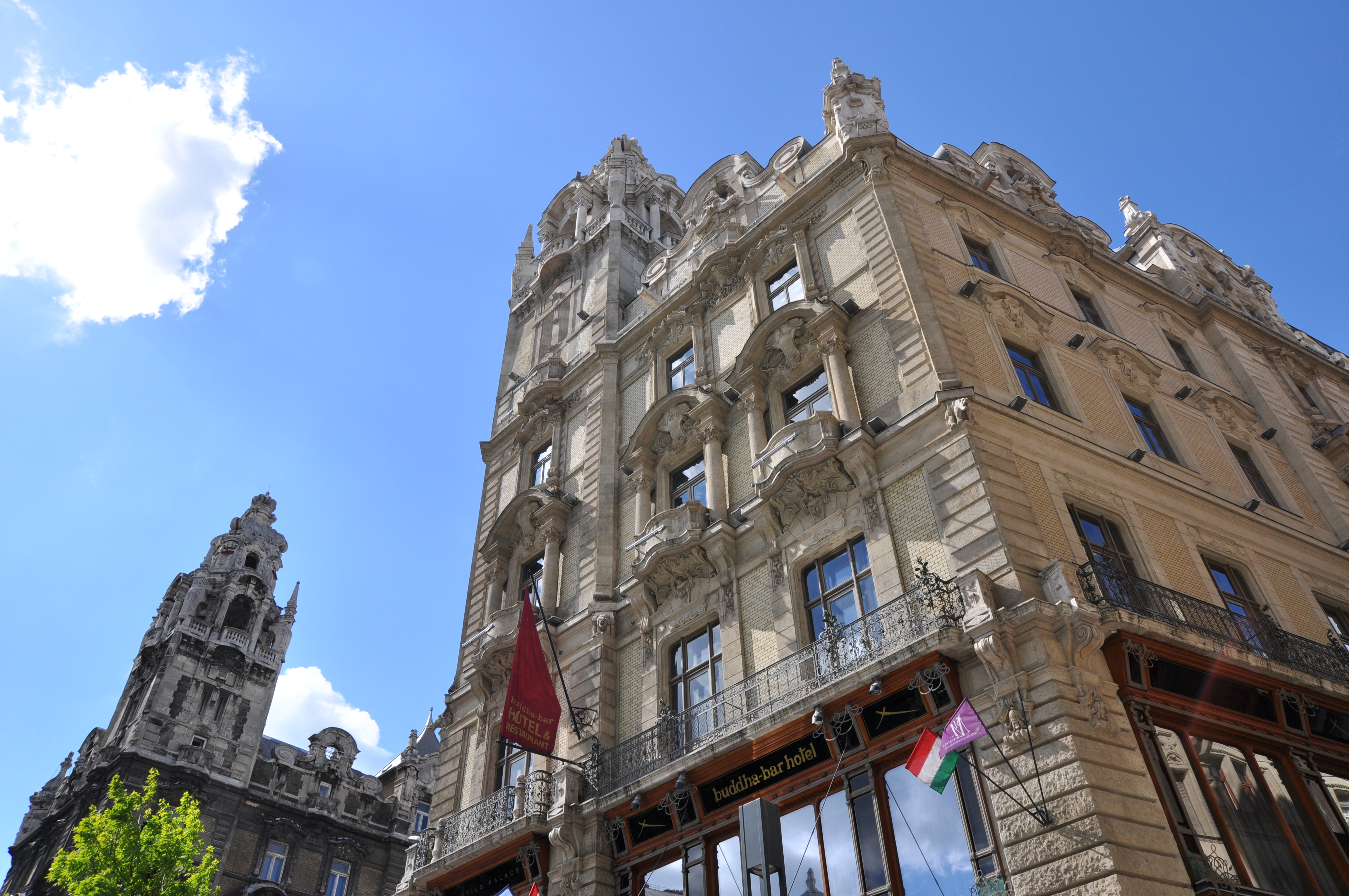
Buddha-Bar Hotel Budapest Klotild Palota
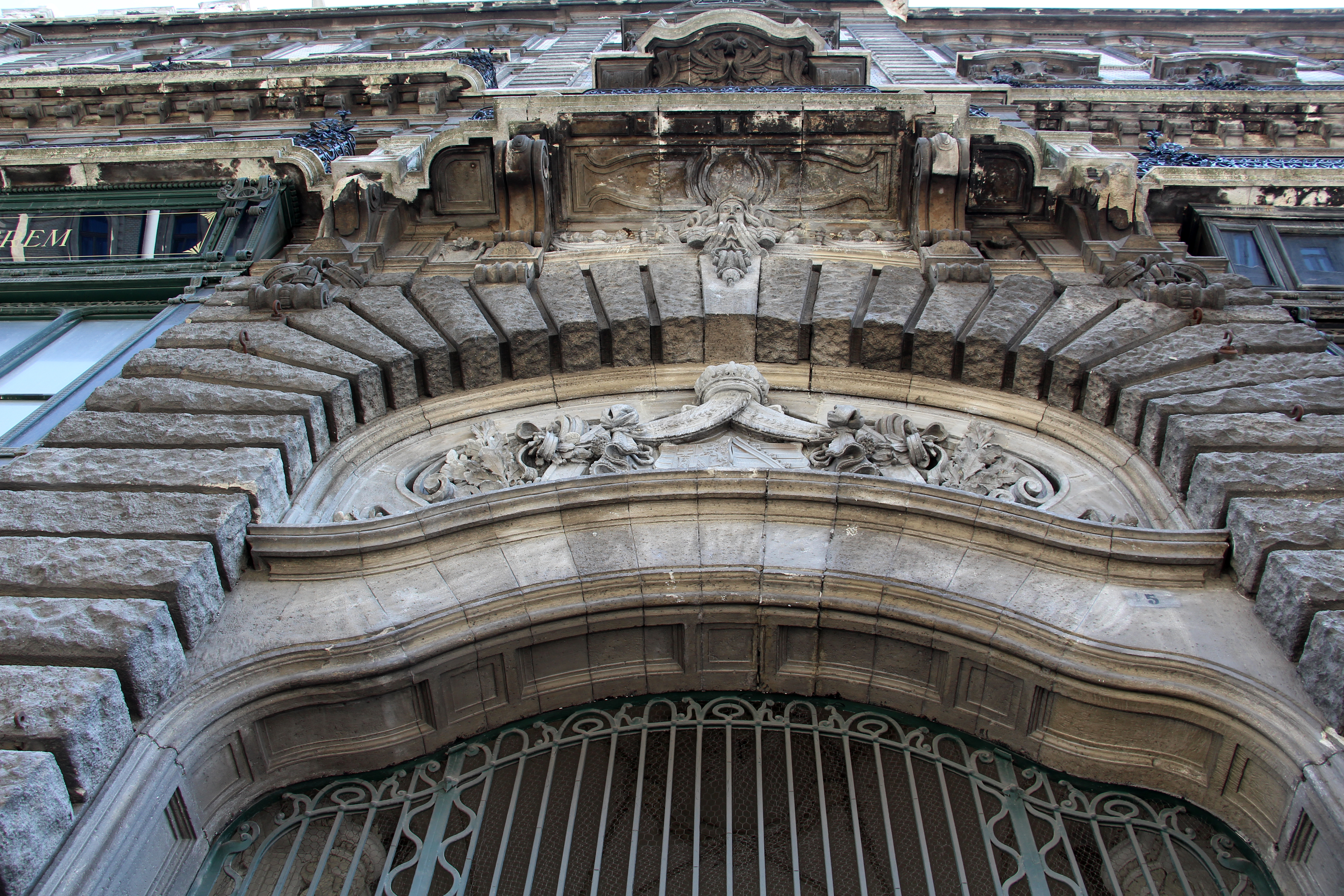
részletek
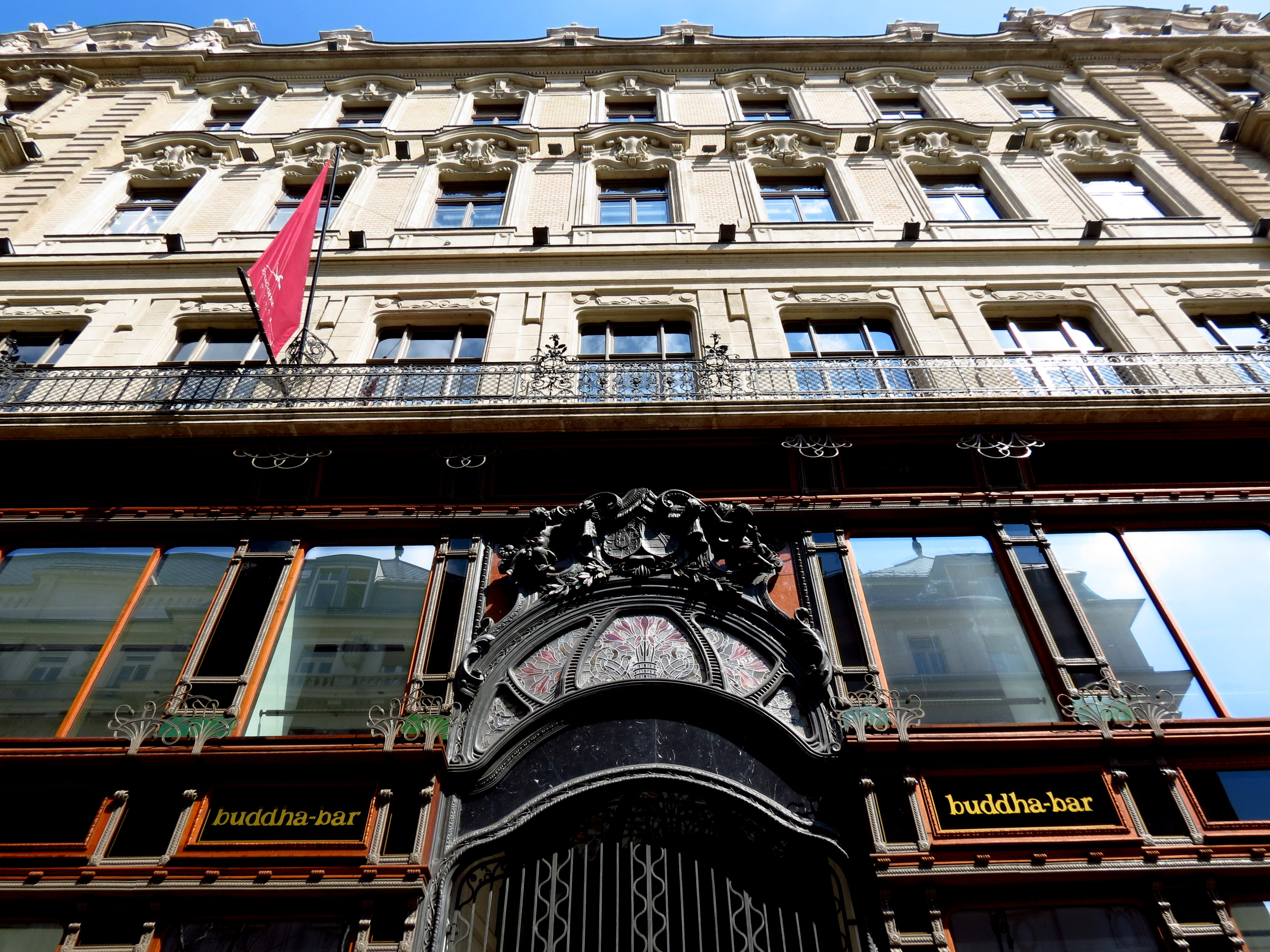
részletek
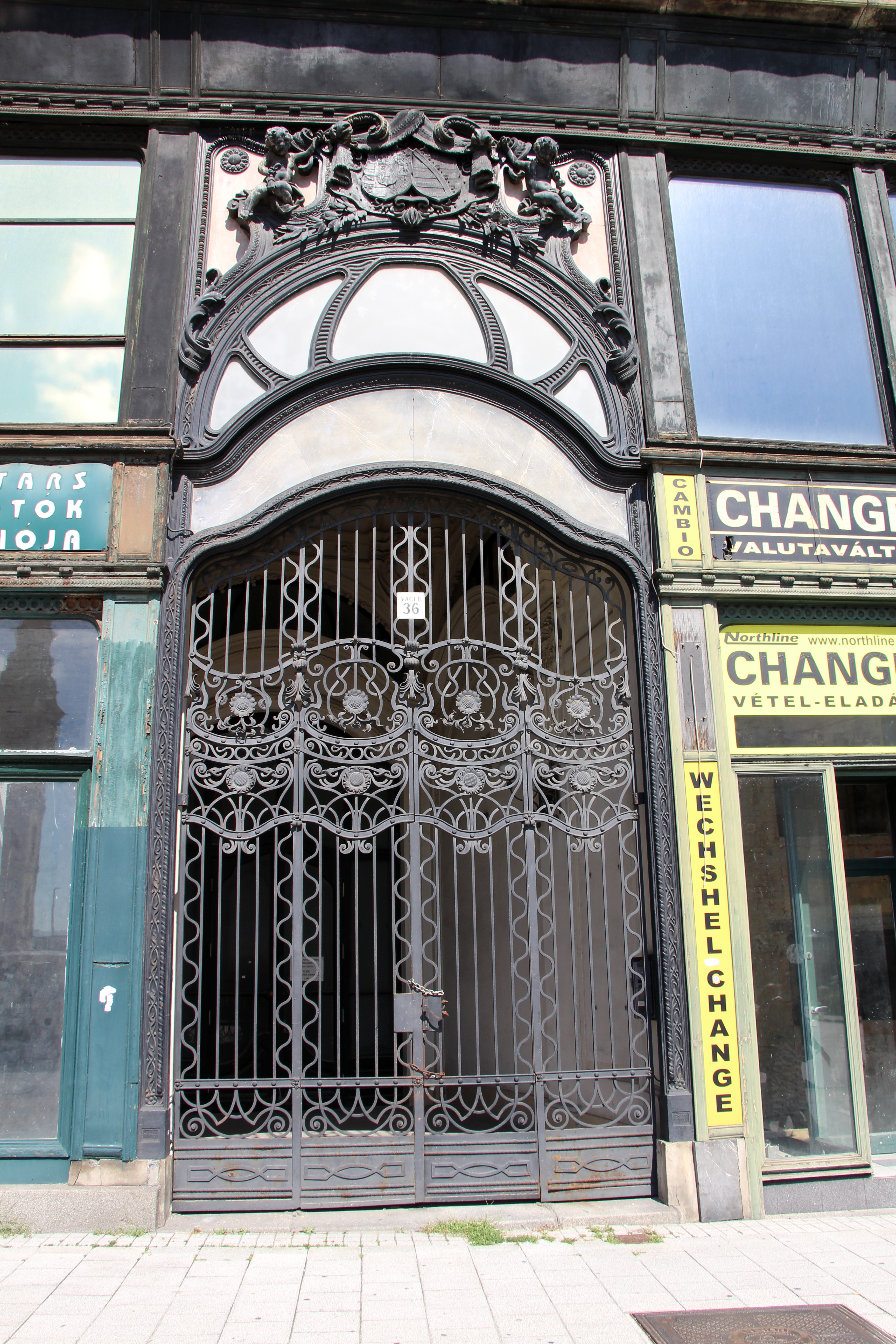
részletek
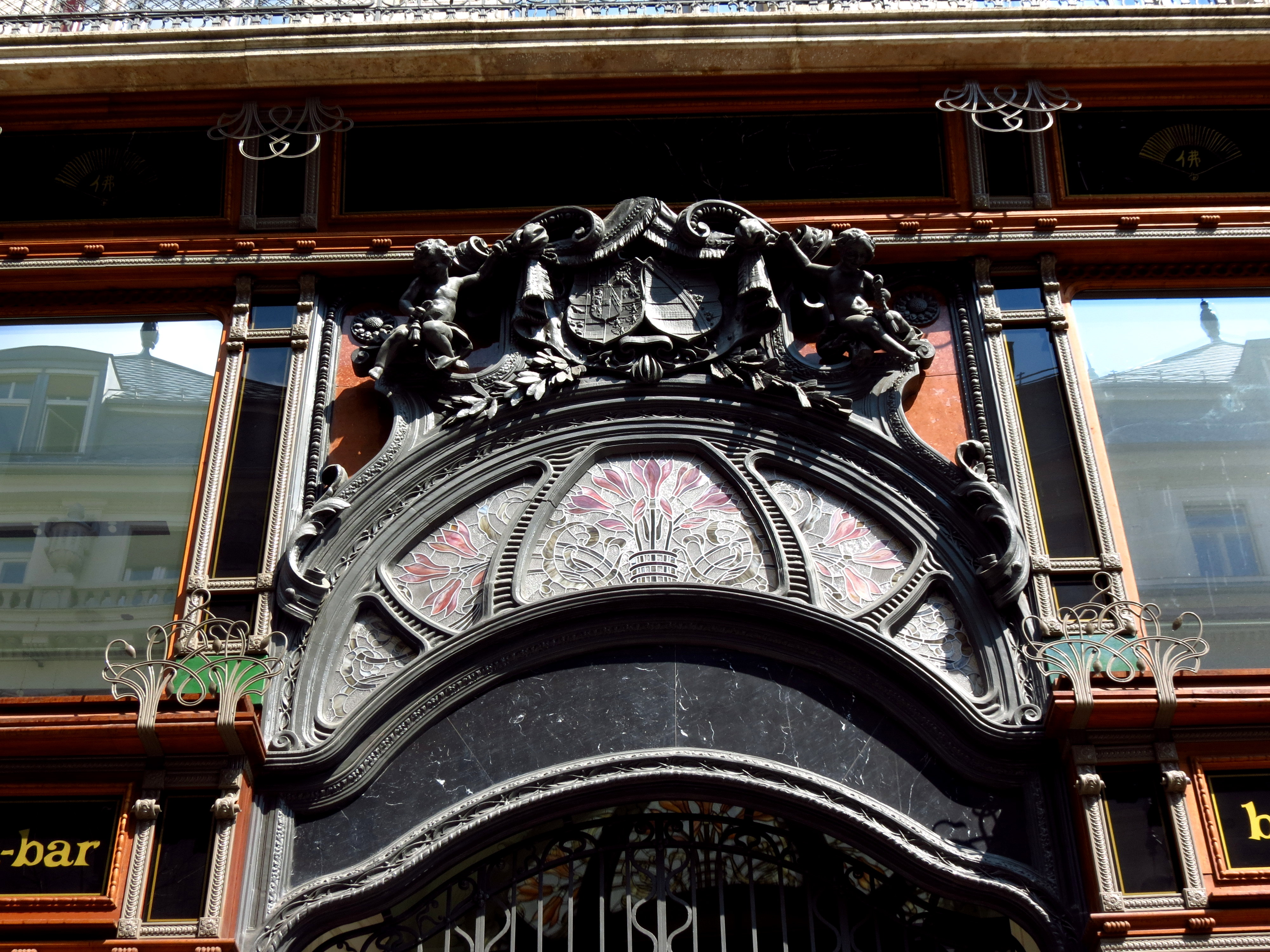
részletek
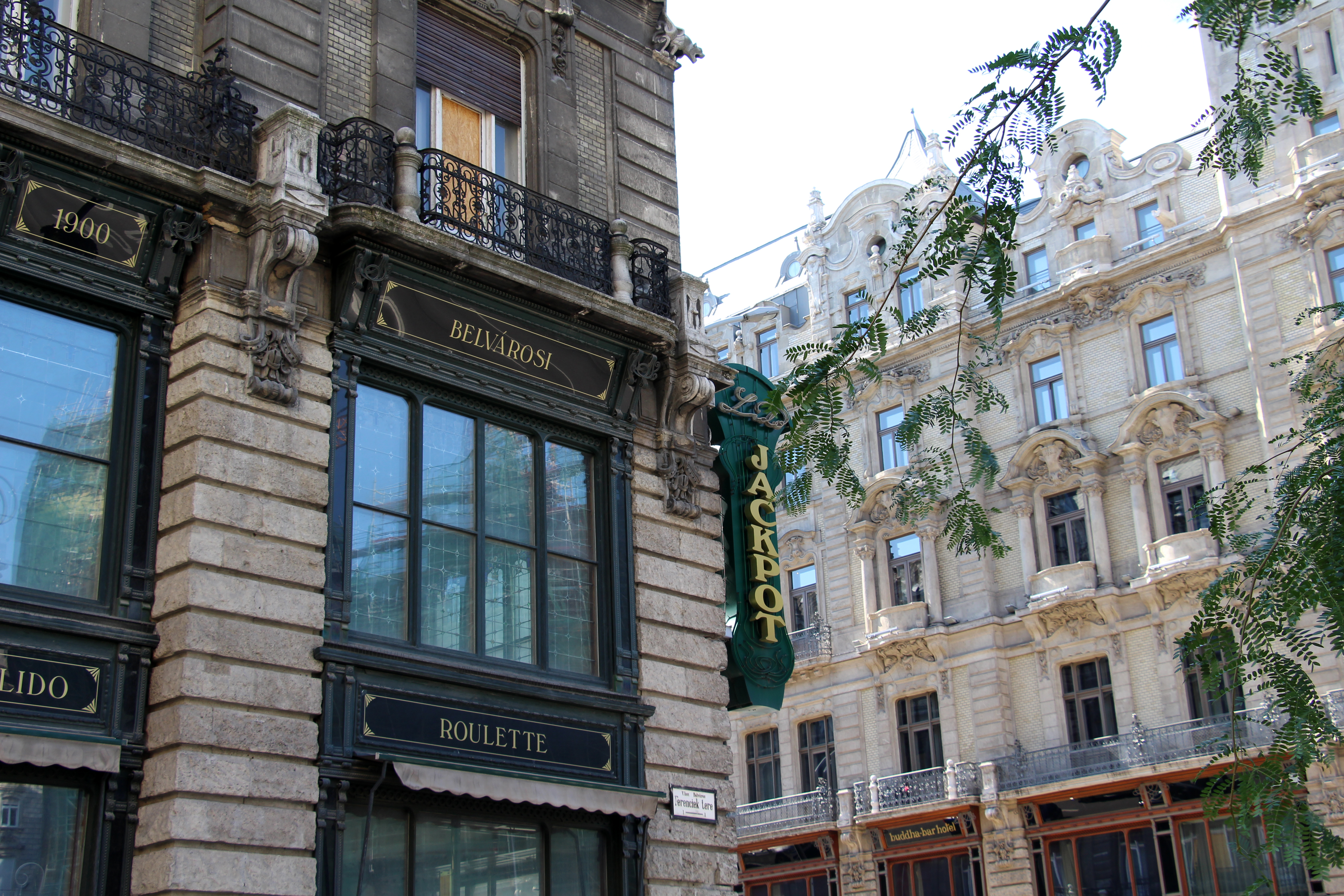
részletek
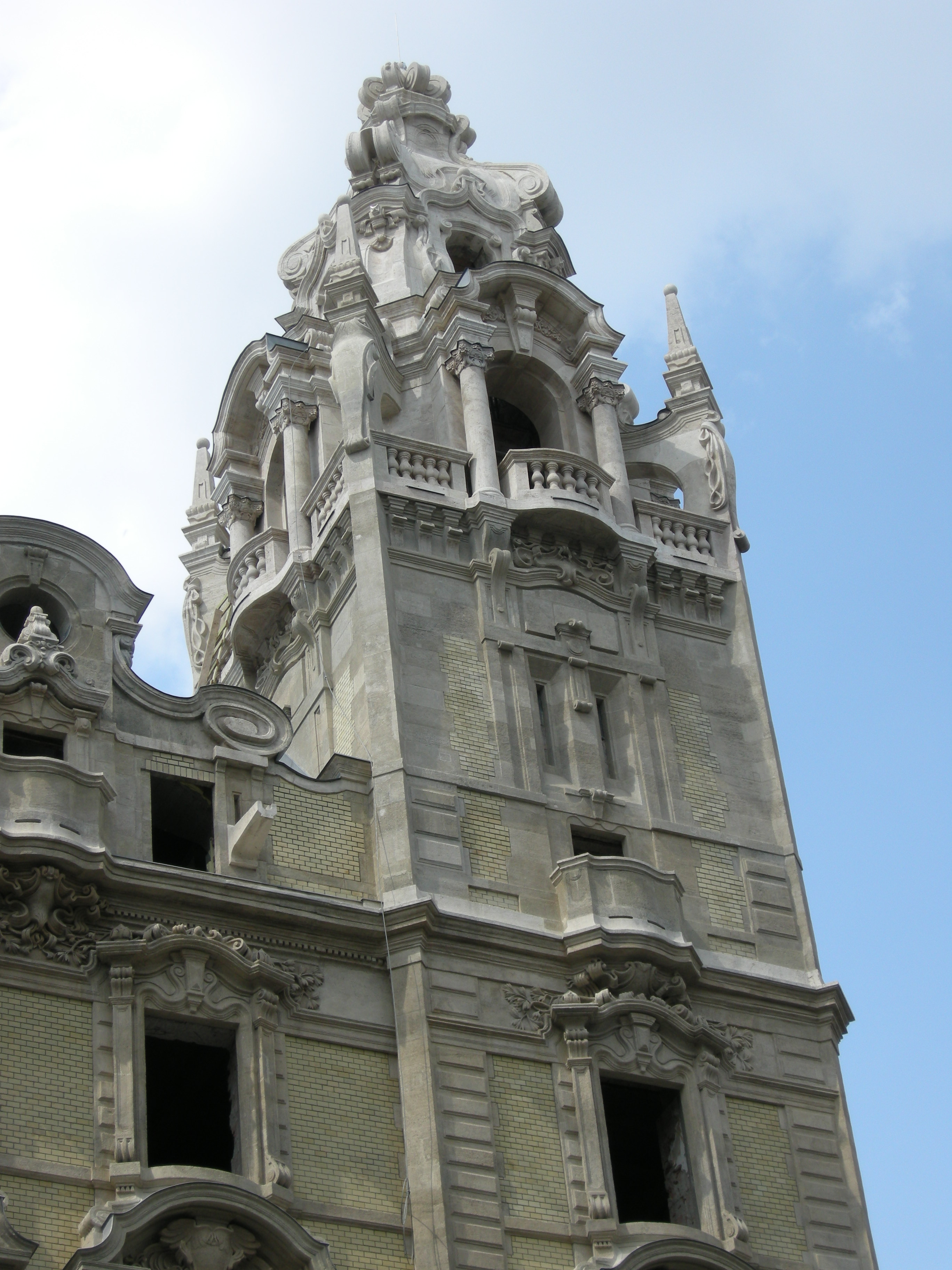
részletek